# Gheorghe Avramescu

Generalul Gheorghe Avramescu

Gheorghe Avramescu (n. 26 ianuarie 1884, Botoșani – d. 3 martie 1945, Jászberény, Ungaria) a fost un general de armată român, care s-a distins în luptele celui de-al Doilea Război Mondial atât pe Frontul de Est (iunie 1941 - august 1944), cât și pe Frontul de Vest (august 1944 - martie 1945). A comandat Armata a 4-a română (1 august - 23 august 1944, 31 august 1944 - 11 ianuarie 1945 și 19 februarie - 3 martie 1945), cu care a participat la campania antihitleristă.
Generalul Avramescu a fost arestat de serviciul de contrainformații sovietic SMERȘ/NKVD la 2 martie 1945 în comandamentul Armatei 40 (gen. Jmacenko) din localitatea Divín, Slovacia. A fost văzut ultima dată în noaptea de 2/3 martie 1945 de gen. Nicolae Dragomir, și el arestat, lângă sediul SMERȘ/NKVD din localitatea Jaszkiser, Ungaria. Există suspiciunea că ar fi fost executat de SMERȘ/NKVD.
Fraza the possibility of AVRAMESCU's appointment as Premier has receded dintr-o notă din 6 martie 1945 a lui Stewart Menzies (Chief of the Secret Service, MI6) adresată premierului W. Churchill, arată că arestarea s-a făcut în contextul evenimentelor de la București. În seara zilei de 2 martie 1945, la ora 19.00, imediat după arestarea lui Avramescu, Petru Groza a primit de la Rege mandatul pentru formarea guvernului.

## Biografie

### Tinerețea și începutul carierei militare
Gheorghe Avramescu s-a născut la data de 26 ianuarie 1884 în orasul Botoșani, în casa familiei din strada Tălpălăriei. Actul de naștere, înregistrat a doua zi, precizează chiar ora nașterii „douăsprezece din noapte” precum și faptul că tatăl Vasile și cei doi martori erau „cultivatori”. Între 1898 și 1906 Gheorghe Avramescu a urmat cursurile (inferior și superior) ale prestigiosului liceu „A.T. Laurian” din Botoșani, printre absolvenții căruia figurează nume de rezonanță ale științei și culturii românești ca istoricul Nicolae Iorga, matematicianul Octav Onicescu sau scriitorul Constantin Gane.
A urmat Școala Militară de Infanterie și Cavalerie din București (1 septembrie 1906 - 1 iulie 1908), unde a fost coleg și prieten cu Paul Teodorescu. După absolvire și avansarea la gradul de sublocotenent au ales repartizarea la Fălticeni, în Regimentul 16 Infanterie, unde fiecare a primit comanda unui pluton. Paul Teodorescu: Cei mai buni prieteni ai mei din școala militară și mai apropiați sufletește erau sublocotenenții Avramescu, Murărescu și Bijutescu care se repartizaseră deja, tot la cererea lor, în același Regiment 16 Infanterie, pentru a fi împreună și a locui chiar în aceeași casă. După absolvirea Școlii Speciale de Infanterie (1910-1911) a fost avansat la gradul de locotenent și repartizat la Regimentul 38 Infanterie „Neagoe Basarab” din Brăila. S-a căsătorit în 1913 cu Adela Gologan.

#### Campania din Bulgaria (iunie-august 1913)
Cu Regimentul 38 Neagoe Basarab, lt. Avramescu a participat la campania din Bulgaria din vara anului 1913 ca ofițer al Serviciului de mobilizare și adjutant al comandantului de regiment, col. Alexandru Cratero. După decretarea mobilizării (22 iunie 1913), Regimentul 38 a trecut granița în Bulgaria la 3 iulie, înaintând până la Dobrici. Din Reg. 38 făcea parte atunci și slt. Ioan Dumitrache. Campania s-a încheiat la începutul lunii august când, alături de alte unități ale Diviziei 10, Reg. 38 a început retragerea spre garnizoană.
Din toamna anului 1913 urmează cursurile Școlii Superioare de Război din București. Ca ofițer elev este numit la comanda unei companii în Regimentul 39 Petru Rareș. În anul următor (1914 - 1915) Avramescu a revenit la Regimentul 38, comandând pe rând două companii. La 1 aprilie 1915 a fost avansat la gradul de căpitan și transferat în Regimentul 78 Infanterie - parte complementara a Reg. 38.

### Primul Război Mondial

Divizia 9 în operațiunile din Dobrogea (26.VIII. - 8.IX. 1916)

La data mobilizării, 14 august 1916 [stil vechi], căpitanul Gheorghe Avramescu se afla la comanda Companiei 9 din Regimentul 78 (col. Ioan Racoviță). Regimentele 78 și 38 formau Brigada 40 condusă de col. Tarnoschi, veteran al Războiului de Independență. Inițial, Brigada 40 făcea parte din Divizia 10 a Corpului 5, aflat în rezerva Armatei a 3-a. În după-amiaza zilei de 21 august cele două regimente, după defilarea pe străzile Brăilei, au fost îmbarcate pe șlepuri. În port se adunase tot orașul Brăila, tot județul, mulți din Dobrogea, ca să ureze drum bun și izbândă celor care plecau. (...) Au trecut atunci pe Dunăre câteva șlepuri cu ruși, mergând în sus. A fost un delir! S-a strigat ura! S-au fluturat batiste! Nădejdea era mare! Brigada 40 a debarcat la Silistra în noaptea de 23/24 august și a pornit imediat în marș în urma Diviziei 9, trimisă să salveze Turtucaia. Înaintarea diviziei a fost oprită pe șoseaua Silistra - Turtucaia la km. 42. Revenită la Silistra, la 25 august Divizia 9 (gen. I. Basarabescu) a trecut sub comanda gen. Andrei Zaioncikovski iar la evacuarea Silistrei - 26 august, când a fost ridicat și podul de vase de peste Dunăre - a început deplasarea spre est pe traseul Silistra - Ostrov - Lipnița - Parachioi. A doua zi, 27 august, Divizia 9 s-a instalat pe sectorul Dunăre (Lacul Oltina) - Câsla - Parachioi - Dobromirul din deal (24 km), alăturându-se forțelor româno-ruse din Armata de Dobrogea.

#### Botezul focului. Luptele din Dobrogea
În după-amiaza zilei de 30 august forțele bulgaro-germane comandate de gen. Mackensen au început ofensiva. Brigada germană Bode și Brigăzile 2 și 3 din Divizia 1 Sofia au atacat sectorul Diviziei 9 - comandată acum de gen. Petală - care avea în prima linie (de la dreapta): Brg. 19 (Reg. 63, Reg. 23) și Brg. 40 (Reg. 78, Reg. 38). La ora 22 Brigada Bode încearcă încă un atac în zona Brigăzii 19, înregistrând pierderi grele, între care și Prințul Friedrich Wilhelm von Hessen. Ziua de 31 august, a început cu un bombardament de câteva ore urmat de un nou atac al Brg. Bode care a fost respinsă și aruncată în pădurea Buiuc. La ora 14 artileria bulgărească a început să lovească pozițiile Reg. 23 și Reg.78. unde se găsea compania comandată de cpt. Avramescu care a fost prinsă în luptele violente de la Calaici - Parachioi. Instalat într-un punct de observație al Reg. 38, Stegărescu a urmărit prin binoclu desfășurarea luptei: Tranșeele Reg. 78 erau bătute în chip cumplit de artileria inamică, obuzele cădeau ca grindina, făcând un zgomot înfiorător. (...) Inamicul tocmai se pregatea de atac, aliniați pe valuri, 4-5 rânduri, în picioare, cu baionetele sclipind la soare, înaintau spre tranșeele reg. 78. (...) S-a dat ordin reg. 78 să iasă din tranșee și să înainteze la baionetă. Am văzut cum au ieșit ai noștri, vijelios, s-au aruncat înainte, inamicul o rupse la fugă și atunci au primit ai noștri un potop de gloanțe de mitraliera (...). În timpul luptelor, pe 6 septembrie, cpt. Avramescu preia comanda Batalionului 3 participând la contraatacul de la Mulciova. În urma pierderilor grele, Regimentul 78 și celelalte unități ale Diviziei 9 au fost retrase în rezervă pe 8 septembrie pentru câteva săptămâni. 

Divizia 9 în timpul ofensivei bulgaro-germane din octombrie 1916.

Gen. Mackensen a reluat ofensiva în dimineața zilei de 6 octombrie 1916. Regimentul 78 se afla între Perveli și Muratan, Avramescu fiind sub comanda directă a col. Ioan Tarnoschi,. A doua zi Avramescu a fost rănit în luptele de la Muratan și evacuat la Brăila. Col. Tarnoschi a căzut prizonier două zile mai târziu, fiind însă tratat cu toată considerația de gen. Mackensen, care a ordonat să i se restituie sabia. După întoarcerea din prizonierat, Tarnoschi a scris: În toate împrejurările extrem de grele prin care a trecut Brigada 40, batalionul căpitanului Avramescu a fost mai mult decât la înălțimea datoriei, și aceasta numai mulțumită comandantului lui (...). Mărturia impresionantă a unui sublocotenent arată că atunci, în luptele grele din Dobrogea, Avramescu și-a probat calitățile de comandant:
(...) în tot momentul îl vedeam în linia întâia, acolo unde lupta era mai grea, unde noi simțeam mai mare nevoe de sprijinul său. Era Dumnezeul nostru de pe pământ; ordinele date erau sfinte și ca sfinte le executam noi, toți subalternii, de la soldat până la ofițer. Așa de bine știuse să-și câștige încrederea noastră a tuturora (...) Părea că nici nu-i pasă de viața sa, de rana care-i sângera. Își dădea seama că ființa sa e muritoare, știa că azi ori mâine va trece la veșnicie; dar știa că altă ființă trebuie să fie nemuritoare și că el împreună cu noi suntem cei chemați pentru înfăptuirea ființei neamului românesc.
La 9 noiembrie 1916, după vindecare, i se încredințează comanda Batalionului 2 din Regimentul 38/78, Brigada Mixtă 9/19 (gen. Rovinaru). S-a distins în luptele pentru apărarea Bucureștiului de pe văile Neajlovului și Argeșului (16 noiembrie – 20 noiembrie 1916) când a atacat cu batalionul său în zona Dărăști având misiunea de a degaja stânga Diviziei 21, dar și în timpul retragerii în Moldova, în luptele de ariergardă de la Urziceni, Glodeanu Sărat, Pogoanele și Cilibia, obținând cu batalionul său rezultate frumoase deși adeseori s-a găsit în situațiuni foarte grele.
În decembrie 1916 Avramescu a primit comanda Batalionului 3 din Regimentul 73/78 (Lt-col. Grigore Nițescu) nou format în Brigada 29 Inf., ocupându-se de instruirea acestui batalion. Deși în timpuri grele, când regimentul era bântuit de tifos exantematic a pus o activitate foarte mare în îngrijirea oamenilor și combaterea boalei. S-a ocupat îndeaproape de buna cazare și hrana oamenilor - a notat gen. Sachelarie. La reintrarea pe front regimentul său a fost trimis în zona Mărășesti - Răzoare, Avramescu fiind citat prin ordin de zi al Diviziei 15 Inf. (gen. Paul Anghelescu) pentru modul deosebit și repeziciunea cu care și-a organizat poziția în sectorul batalionului său. În Bătălia de la Mărășești a rezistat atacurilor inamice din zilele de 15 august și 2 septembrie 1917.
Pentru faptele sale din această campanie a fost decorat în anul 1917 cu Ordinul Steaua României în grad de Cavaler cu panglică de Virtute Militară. A obținut Ordinul Coroana României, clasa Ofițer cu panglică de Virtute Militară, iar la 1 septembrie 1917 a fost avansat la gradul de maior.

### Acțiunile militare postbelice (1918-1920)
În perioada ianuarie - mai 1918 Avramescu a activat ca șef de birou în statul major al Diviziei 1 Vânători (ulterior transformată în Detașamentul Rășcanu), care a acționat în cadrul Corpului 6 (gen. Ion Istrati), pentru eliberarea Basarabiei. Pe lângă instaurarea ordinei, acțiunea viza și trecerea peste Nistru, sub escortă, cu trenul sau pe jos, a soldaților ruși dezertori care rătăcesc prin sate și sunt organizați în bande în scopul de a jefui și răzvrăti pe locuitori. După eliberarea ultimului județ (Cetatea Albă, 27 martie 1918), Corpul 6 a intrat într-un proces de reorganizare. În iunie 1918 maiorul Avramescu a fost mutat în statul major al Corpului 3 (gen. Strătilescu), ca șef al Biroului Organizare.
Tot atunci, la demobilizarea Marelui Cartier General, gen. Nicolae Condeescu, șeful Secției Informații, a întocmit la 28 aprilie 1918 un referat privind reorganizarea acestei secții în cadrul Marelui Stat Major, indicând pe lt-col. Virgil Bianu ca șef al Biroului I Informații și pe mr. Ioan Țăranu ca șef al Biroului II Contrainformații. Întreaga structură se baza pe ofițeri superiori sau căpitani, pentru a nu se mai repeta situația de la începutul campaniei când (...) totul a fost lăsat în sarcina Serviciului Siguranței Generale, care nu putea avea competență în ceea ce privește chestiunile militare, așa că, pe când adversarii noștrii împănaseră țara cu sute de spioni și agenți pe toate fronturile probabile de operații, noi nu am avut nici măcar un singur agent care să ne poată fi util din punct de vedere militar.

La 1 octombrie 1918 reîncep cursurile Școlii Superioare de Război. Aici Avramescu îl cunoaște pe maiorul Ion Țăranu, șeful Biroului 2 Contrainformații din Marele Stat Major. 

Buletin Informativ asupra frontului Bolșevic din 1920 întocmit de Biroul de informații al Comandamentului Trupelor de Est condus de mr. Avramescu.

#### Șef al Biroului Informații al Corpului 3, Corpului 5 și al Comandamentului Trupelor de Est (noiembrie 1918 - noiembrie 1920)
La decretarea mobilizării și reintrarea României în război (9 noiembrie 1918) mr. Avramescu este numit șef al biroului de informații al Corpului 3 Armată, fiind apoi transferat, pe aceeași funcție, la Corpul 5 (aprilie - noiembrie 1919). În toamna anului 1919 Avramescu a absolvit Școala Superioară de Război, fiind coleg de promoție (a 25-a) cu Aurel Aldea, Nicolae Macici și Ion Țăranu.
Pentru apărarea frontierei de pe Nistru și oprirea pătrunderii agenților bolșevici, Marele Stat Major a înființat, în aprilie 1920, Comandamentul Trupelor de Est. În același timp a fost înființat și Comandamentul Trupelor de Vest - pentru frontiera cu Ungaria și Iugoslavia. În mesajul său de prezentare, generalul de divizie Alexandru Lupescu arăta: „M.S. Regele a binevoit a mă numi Comandant al tuturor trupelor din Basarabia, Bucovina și Moldova, constituite în Comandamentul Trupelor de Est, cu reședința la Iași.” Șeful Statului Major al Comandamentului Trupelor de Est era col. Miltiade Constantin, iar mr. Gheorghe Avramescu conducea Biroul de Informații care trimitea zilnic, prin telegraf, un raport către Secția Informații din Marele Stat Major (lt-col. Ion Țăranu), cabinetul Ministrului de Război și Comandamentul Trupelor de Vest. Informațiile transmise la București erau obținute de agenți trimiși peste Nistru și vizau acțiunile și dispunerea forțelor bolșevice, ale detașamentelor lui Tiutiuniuc și Pavlenco dar și atitudinea populației din Ucraina, care este contra bolșevicilor și refuză a le da cereale și vite. La mobilizarea decretată la 15 mai (1920) nu s-a prezentat nimeni. La 21 mai a fost decretată a doua mobilizare având același rezultat.
Demn de menționat este și raportul întocmit la 6 octombrie 1920 intitulat Dare de seamă a Comandamentului Trupelor de Est către Ministerul de Război privin organizarea și funcționarea serviciului de informații bolșevic în spatele frontului inamic, în urma arestarii și exploatării rezidentului principal din Basarabia, trimis de Armata 14 sovietică. Acest rezident, arestat probabil la Iași unde se afla comandamentul român, coordona o întreagă rețea de rezidenți de divizie, fiecare dintre ei având la dispoziție cinci agenți secreți, doi teroriști, trei legali, trei nelegali, trei de legătură și doi informatori. Sunt menținate și numele unor ofițeri sovietici: Piatkov - șeful serviciului de spionaj de la Marele Cartier General bolșevic, Efreimov - ajutorul acestuia, gen. Egorov - comandantul Frontului de Sud, tov. Achibalov - șef al biroului de spionaj al Armatei a 14-a, Jelvis și Mihailov de la Div. 41 și 45.
De remarcat că, în martie 1920, Mihail Moruzov a încercat, cu sprijinul gen. Ion Rășcanu, ministru de război, să intre în armată și să devină șef al Biroului de Informații al Corpului 5, post ocupat până atunci de mr. Gh. Avramescu. Numirea sa a fost blocată probabil de francezi, care, după Constantin Maimuca, dețineau o serie de informații care arătau că Moruzov ar fi fost spion în solda Consulatului țarist rus de la Galați. În noiembrie 1924, după destituirea din Poliție, Moruzov va fi angajat ca diurnist pe statele de plată ale Secției a II-a Informații a Marelui Stat Major, la Serviciul Căutare.

### Perioada interbelică

#### Șef al Statului Major al Diviziei 10 (1923 - 1928)
La 1 aprilie 1923 Avramescu a fost numit la conducerea statului major al Diviziei 10, unde l-a înlocuit pe Gheorghe Mihail, iar la scurt timp a fost avansat la gradul de locotenent-colonel. Condusă de gen. Ion Macri, Divizia 10 era dispusă in Basarabia, pe Nistru, în sectorul Telița - Poiana. Comandamentul Diviziei 10 se găsea în Brăila.

#### Comandant al Regimentului 38 Neagoe Basarab din Brăila (1929 - 1932)
Dupa avansarea la gradul de colonel (31 martie 1929), Avramescu a primit comanda Regimentul 38, unitate în care activase ca tănăr sublocotenent. La inițiativa sa a fost construit Monumentul Eroilor din regiment căzuți în luptele din Dobrogea, Neajlov și Mărășești (1916-1919). Amplasat în curtea regimentului, a fost dezvelit la 8 octombrie 1931 în prezența MS Regelui Carol II.

#### Șef al Secției 6 Transporturi din Marelui Stat Major (1932 - 1934)
Preluarea funcției, în noiembrie 1932, a presupus mutarea provizorie de la Brăila în București. În primul an Avramescu a lucrat sub comanda gen. C. Lăzărescu, șef al Mareleui Stat Major, funcție preluată din decembrie 1933 de gen. Ion Antonescu. Tot atunci, gen. Gh. Mihail a preluat conducerea Secției 2 Informații din M.St.M. iar la 29 decembrie 1933 a avut loc asasinarea primului ministru I.G. Duca. La 25 ianuarie 1934 a fost transferat în Inspectoratul General al Jandarmeriei ca inspector tehnic al centrelor de instrucție.
Din noiembrie 1934 Avramescu a preluat comanda Centrului de Recrutare Orhei din Comandamentul 3 Teritorial Chișinău. În acea perioadă, inspectorul general al Comandamentelor Militare Teritoriale și al Cercurilor de Recrutare era gen. N. Condeescu.

#### Comandant al Brigăzii 12 Infanterie Ismail (1935 - 1937)
La 16 iunie 1935, Avramescu a primit comanda Brigăzii 12 Inf. Ismail, din Div. 12 Inf. (gen. Phleps), Corpul 3 Armată. În componența brigăzii se găseau Reg. 28 Dorobanți Radu Negru (Ismail) și Reg. 35 Inf. Matei Basarab (Cetatea Albă). Un an mai târziu (8 iunie 1936) la propunerea gen. Phleps, Avramescu a fost înaintat general de brigadă.

#### Comandant al Brigăzii 10 Infanterie Brăila (1937 - 1939)
De la 1 noiembrie 1937 Avramescu a revenit în Brăila, primind comanda Brigăzii 10 Inf. Avea în subordine Reg. 23 Inf. Ialomița, Reg. 33 Dorobanți Tulcea și Reg. 38 Brăila.

#### Comandant al Diviziei 10 Brăila (1939 - 1941)
La 4 septembrie 1939, odată cu decretarea mobilizării generale, Avramescu este numit provizoriu la comanda Diviziei 10 din Corpul 2 Armată. Comandanții săi au fost gen. Macici, apoi gen. Gh. Mihail - la Corpul 2 Armată, iar la Armata 2-a gen. Ciupercă și Iacobici. După scurt timp (1 noiembrie) Avramescu a primit comanda definitivă a Diviziei 10, care apăra granița de sud în zona Cadrilaterului, pe frontieră, cu fața la bulgari.  În iunie 1940 gen. Țenescu de la Marele Stat Major a dispus mutarea Diviziei 10 în zona Brăila, unde divizia își avea garnizoana de pace și de unde erau majoritatea recruților. În condițiile ultimatumului sovietic se avea în vedere apărarea Deltei.

### Al Doilea Război Mondial. Frontul de est

Schiță cu dispunerea Corpului de Munte la 10 iunie 1941, anexă la Ordinul de operații nr. 17.

#### Comandant al Corpului de Munte (9 iunie 1941 - 12 octombrie 1943)
La 8 iunie 1941, Avramescu a fost avansat general de divizie iar a doua zi, 9 iunie 1941 a preluat efectiv comanda Corpului de Munte, care se găsea în Bucovina, în zona Putna, Rădăuți. Corpul de Munte fusese deplasat la granița de nord a Bucovinei în mai 1940 și retras la sud de noua linie de demarcație după ocuparea Bucovinei de Nord și a Basarabiei de către sovietici (28 iunie 1940). În ordinul de operații nr. 17 din 10 iunie, după prezentarea poziționării forțelor sovietice pe hartă (anexa 1), Avramescu precizează că „În situația actuală, Armata Sovietică are posibilitatea să treacă la atac în orice moment și va urmări probabil să cucerească Moldova. În aceste operațiuni, este de întrevăzut că acțiunea principală a inamicului, în zona Corpului de Munte, va fi concentrată pe următoarele direcțiuni: Storojineț - Gura Humorului, Storojineț - Valea Sucevei, Valea superioară a Moldovei.”

Începând cu 20 iunie 1941 ora 12, Corpul de Munte a fost subordonat direct gen. von Schobert, comandantul Armatei a XI-a germane. A doua zi, 21 iunie, ora 10, von Schobert a venit cu avionul la Gura Humorului, în punctul de comandă al Corpului de Munte și a dat următorul ordin verbal generalului Avramescu:
1. Mâine 22 iunie, ora 3:15, începe atacul contra rușilor, de la Finlanda și până la Marea Neagră; 2. Este absolut necesar ca, Corpul de Munte să execute incursiuni pentru a face prizonieri și pentru a cunoaște când rușii se vor replia; 3. Atacul Corpului de Munte cu totalitatea forțelor se va ordona la timp de Armata XI-a Germană; 4. Este necesar a se păstra secretul în mod absolut pentru ca surprinderea rușilor să fie totală.

##### Eliberarea norduluiBucovinei(3-8 iulie 1941)
Începutul războiului a găsit Corpul de Munte în defensivă între frontiera cu Ungaria și valea Siretului exclusiv, cu Brigada 4-a Munte, Brigada 1-a Munte și Divizia 7 Inf. dispuse pe un aliniament de 120 km - izvor Cârlibaba - izvor Putna - sud Rădăuți - La Zare 506, situat la 6–15 km sud de graniță. Brigada 2-a Munte se găsea în rezervă în zona Părtășești, Ilieșești, Gura Humorului. În perioada 22 iunie - 2 iulie, s-a pregătit trecerea la ofensivă prin incursiuni repetate, îngreunate de ploile torențiale care cădeau încontinuu. Acțiunile Diviziei 7 Inf. pe frontul Fântâna Albă - Tereblecea au determinat sovieticii să concentreze rezervele în acel sector pentru a bara calea cea mai scurtă către Cernăuți, neglijând oarecum zona muntoasă. Pe această situație s-a clădit manevra ulterioară a Corpului de Munte de a pătrunde în zona muntoasă și a cădea în zona Storojineț, în spatele rezistenței sovietice. La 29 iunie Avramescu dispune mutarea Brigăzii a 4-a (gen. Gh. Manoliu) din M-ții Moldovei Superioare în regiunea Vicovul de Jos, Horodnicul, în dreapta Brigăzii 1 (gen. Mihal Lascăr). După patru etape de marș, Brigada 4-a ajunge în dimineața zilei de 3 iulie la nord-vest de Rădăuți, gata de atac.
În același timp, la ora 5 în dimineața zilei de 3 iulie, sosește în punctul de comandă de la Gura Humorului gen. Petre Dumitrescu, comandantul Armatei a 3-a. Acesta anunță trecerea Corpului de Munte în subordinea Armatei a 3-a și ordonă începerea atacului la ora 15. În subordinea lui Avramescu au rămas Brigada 1-a și Brigada 4-a care trebuiau să înainteze pe direcția Storojineț - Cernăuți pentru a cădea în flancul și spatele sovieticilor care rezistau la Fântâna Albă - Tereblecea. Până seara zilei de 3 iulie, Brigada 1 a reușit să pătrundă cu 2 companii în Storojineț. Sovieticii s-au retras pe înălțimile de la nord de oraș, distrugând podul de peste Siret, incendiind o fabrică de cherestea și un depozit de alimente. Brigada 4-a, după marșul epuizant s-a odihnit câteva ore apoi a trecut frontiera și până seara a ajuns pe Siretul Mic între Pătrăuți și Suceveni.

În dimineața zilei de 4 iulie Avramescu desprinde un detașament din Brigada 4-a și-l îndreaptă pe direcția Cupca - Fântâna Albă către flancul și spatele sovieticilor care blocau înaintarea Diviziei 7. Atacul, produs la ora 8:30 duce la ruperea frontului, sovieticii începând retragerea la nord de Prut. În aceeași zi este consemnată sosirea gen. Ion Antonescu la Rădăuți, unde se mutase comandamentul Corpului de Munte. Avramescu și lt-col. Al. Chirchiu, șeful de stat major, erau plecați pe front, asistând la cucerirea Storojinețului: 
Domnul General Ion Antonescu a rămas în Biroul Operațiilor circa una oră, unde cu multă atenție a luat cunoștință de toate detaliile operative din zona Corpului de Munte. (...) Între timp a sosit la P.C. și Domnul General Comandant al Corpului de Munte cu Șeful de Stat Major. După o scurtă expunere a situației, Domnul General Ion Antonescu, însoțit de Domnul General Al. Ioanițiu Șeful M.C.G., de Domnul General Avramescu, Comandantul Corpului de Munte (...) au plecat în automobile la Storojineț, localitate cucerită chiar în acea zi de către trupele Brigadei 1-a M. Munte. Masa de prânz s-a luat la popota ofițerilor Corpului de Munte, unde Domnul General Ion Antonescu a luat parte înconjurat de ofițerii Comandamentului.
Pe 5 iulie la ora 17 au intrat în Cernăuți primele unități ale Corpului de Munte, Batalionul 3 VM și Batalionul 23 VM. În retragere, sovieticii au distruses toate podurile peste Prut, liniile telefonice și telegrafice. „În Cernăuți și în împrejurimi Rușii au distrus tot ceea ce ar fi putut contribui la potențialul de război al Armatei și la traiul populației. Este lipsă de electricitate și apă.” Trecerea peste Prut s-a făcut prin trei locuri improvizate Horecea, Ostrița (Brigada 4-a) și Revna (Brigada 1) în zilele de 5 și 6 iulie. Pe 7 iulie Brigada 4-a a ajuns la Nistru.
Brigada 2-a (gen. Ioan Dumitrache), care trecuse Prutul pe la Noua Suliță și se îndrepta spre Hotin, a fost trecută din nou sub comanda Corpului de Munte. A dus lupte grele cu ariergărzile Div. 164 sovietice, reușind asedierea Hotinului la 7 iulie, fiind supusă unui foc puternic de artilerie, tras de pe celălalt mal al Nistrului. În dimineața zilei de 8 iulie Avramescu se deplasează la Nedăbăuți, la punctul de comandă al Brigăzii 2-a și pune Divizionul 57 Artilerie Grea la dispoziția gen. Dumitrache. După anihilarea artileriei sovietice, Brigada 2-a ocupă în întregime Hotinul. A doua zi 9 iulie 1941, Avramescu și statul-major al Corpului de Munte au vizitat trupele Brigăzilor 2 și 4 iar la întoarcere Hotinul.
Forțe sovietice identificate: Divizia 96 VM și Regimentul 92 Cazaci (în fața Brigăzii 4), Divizia 44 (244?) Inf., Divizia 60 Inf. și o Divizie de Cavalerie întărită cu multă artilerie și artilerie grea (în fața Diviziei 7 pe Siret), Regimentul 97 Grăniceri, Brigada 11 Moto-Mecanizată, Divizia 130 Inf. Moghilev, Diviza 164 Inf. Kamineț-Podolsky.
Se încheia una din cele mai glorioase operațiuni ale Corpului de Munte care, într-o campanie fulger de patru zile împotriva a două corpuri de armată sovietice, parcurgând peste 150 km, a trecut Siretul apărat de inamic și Prutul umflat de ploi, a dat lupte grele în regiunea Fântâna Albă, Storojineț și Hotin, reușind eliberarea Bucovinei de Nord.

##### Forțarea Nistrului și străpungerea liniei fortificate Stalin (12 - 20 iulie 1941)

Fragment din Ordinul Special nr. 20 din 14 iulie 1941 referitor la pregătirea tehnică a trecerii Nistrului.

Batalioanele 1, 4 și 23 VM din Brigada 1 (gen. Lascăr) trec Nistrul și cuceresc prima linie de cazemate în dimineața zilei de 17 iulie 1941.

După ocuparea Hotinului, Corpul de Munte a început deplasarea spre est, prin nordul Basarabiei, în dreapta Nistrului. Datorită drumurilor desfundate de ploi, marșul de 100 km de la linia Hotin - Larga până în regiunea Voloșcovo - colonia Vișnievo a durat până la 12 iulie, când avangărzile Brigăzilor 1 și 4 au atins malul Nistrului. Misiunea Corpului de Munte era forțarea Nistrului de o parte și de alta a satelor Voloșcovo și Cozlov. În zona respectivă lățimea Nistrului era de 220m, iar  pe malul estic sovieticii dispuneau de lucrări betonate moderne dispuse pe trei linii în adâncime. Prima linie era dispusă chiar pe malul apei, a doua pe înălțimile care dominau fluviul, iar a treia pe platou, la 10–12 km în spate.
În dimineața zilei de 17 iulie 1941, cu trei ore înaintea atacului, cele 60 de vase destinate trecerii Corpului de Munte au fost aduse la 200m de malul Nistrului. Cunoscând că un ploton trece în două vase, companiile se vor fracționa în 4 grupe (...) La ora 3:45 a început focul de artilerie și lansarea la apă a vaselor. Primele elemente de asalt ale Batalionului 1 VM și 24 VM au surprins apărarea și au trecut pe celălalt mal fără pierderi, procedând la atacul cazematelor cunoscute. Îndată după aceea însă, focul din unele cazemate și proiectile de tun lovesc în plin vasele încărcate cu soldați, scufundându-le. Apar alte cazemate a căror existență nici nu se bănuise. Se atacă și se distruge fiecare cazemată cu mici fracțiuni de asalt compuse din vânători, mitraliere, pionieri cu explosiv și mai târziu tunuri a.c.
Până la ora 6:30 Brigada 1-a Munte cu batalioanele 1, 23 și 4 VM cucerise prima linie de cazemate iar până la ora 14 ajunsese la 2 km sud de Honicovți, trecând și de a doua linie de fortificații. În flancul stâng, Brigada 4-a reușește și ea trecerea, ajungând până la amiază în fața cazematelor de la cota 254 Est Bernașevka. La ora 17 și apoi la 19:30, unități ale Diviziei 130 sovietice au contraatacat, sprijinite de tirul artileriei și de formațiuni de blindate. Corpul de Munte păstrează capul de pod pe un front de 13 km și o adâncime de 10 km. Contraatacurile sovietice au reînceput în dimineața zilei de 18 iulie sprijinite și de unitățile  Diviziei 164 auto-transportate, adusă de la Kurilovți Murovanie. Momentul decisiv al luptelor începe la ora 18 când gen. Avramescu ordonă atacul asupra satului Honicovți iar sovieticii încearcă distrugerea capului de pod prin despărțirea celor două brigăzi și izolarea lor de malul Nistrului. Atacul Corpului de Munte s-a dat cu Batalioanele 2, 23 și 4, sprijinite de trei divizioane artilerie de munte și două divizioane obuziere de munte. Ploaia torențială care a început n-a oprit pornirea atacului și până seara s-a cucerit satul Honicovți, stingându-se astfel generatorul de foc de artilerie și baza de plecare a tuturor atacatorilor. Artileria grea a susținut până la limita bătăii și a mărit elanul infanteriei prin efectele sale de distrugere.
Respingerea atacului sovietic din lungul Nistrului s-a făcut de batalioanele 17, 18 și 19 VM comandate de col. Richard Rottenburg, căzut în luptă. S-a reușit astfel terminarea podului de pontoane în noaptea de 18/19 iulie și trecerea peste Nistru a Brigăzii 2-a și a artileriei brigăzilor din linia I. Părintele Marin Dumitrescu a scris în jurnalul său: La capătul podului militar construit special pentru trecerea Nistrului de către trupele române se aflau generalul Avramescu, Comandantul Corpului de Armată și generalul-maior Ion Dumitrache care permanent încurajau ostașii, zicându-le: «Băieții noștrii dragi, fiți mândrii că ardelenii trec primii Nistrul. Nu după mult timp vom reveni în tară, de unde vom porni spre alți prieteni, pe care nu-i numim acum, dar pe care voi îi știți!»
În operațiunea de trecere a Nistrului, Corpul de munte a pierdut 56 ofițeri, 12 subofițeri și 1558 soldați. Au fost cucerite 38 de cazemate și 84 de tancuri și autoblindate distruse. Mari unități sovietice: Divizia 130 Moghilev cu Regimentele 528, 664 și 374 Inf., 496 Obuziere, 363 și 274 Artilerie; Divizia 164 Inf. Kameneț Podolsky întărită cu unități mecanizate din regiunea Murovaia Kurilovți, cu Reg. 531, 620, 742 Inf., 424 și 296 Artilerie, 37 Obuziere; părți din Divizia 176 Inf.

##### Bătalia Mării de Azov. Luptele din zona Balki -Malaja Belosjorka- Vladimirovka (24 septembrie - 3 octombrie 1941)

Corpul de Munte în bătălia Mării de Azov. Luptele din zona Balki, Malaja Belosjorka, Vladimirovka.

Corpul de Munte a început trecerea Niprului, pe podul de la Berislav, în ziua de 15 septembrie 1941 cu Brigăzile 1 și 2. În acea zi, alături de Antonescu și alți generali români, Avramescu a participat la înhumarea gen. von Schobert, comandantul Armatei 11, care a avut loc la Nikolaev. Brigada 4-a a trecut Niprul la 18/19 septembrie. Misiunea primită de Corpul de Munte era de a înlocui Corpul 49 Munte german, de care gen. Manstein avea nevoie pentru a cuceri Crimeea. Deplasarea de la Berislav s-a făcut prin terenul descoperit al stepei Nogai, Corpul de Munte fiind hărțuit în continuu de aviația sovietică. Niciun avion românesc sau german nu a protejat deplasarea astfel că au existat pierderi destul de mari.Manevra implica riscuri importante, explicate de Manstein în memoriile sale: (...) am fi avut mari probleme dacă inamicul reușea să-și consolideze la un moment dat pozițiile și să formeze un nou front mai în spate sau dacă ar fi primit întăriri. La plecarea Corpului 49 înaintarea germană fusese deja oprită la șanțul anticar, o lucrare gigantică de apărare de peste 120 km, de la cotul Niprului la Marea de Azov. Mai mult, sovieticii primiseră întariri si deja atacau pozitiile germane. Lt. Gh. Vornicu, din Bat. 23, Brigada 1 VM: Înlocuim trupele germane. Ei spun că au suferit 14 atacuri și au avut pierderi mari. Momentul opririi înaintării germane este evocat de Manstein care precizează: Cu toate acestea nu am renunțat la retragerea Corpului Vânători de Munte (Corpul 49).
La sud de Ulbianovka trupele germane ocupaseră șanțul anticar, însă în zona Mogila Ostraja rușii păstraseră un cap de pod. Înlocuirea Corpului 49 german s-a produs pe 23-25 septembrie 1941. Ordinul primit de la Armata 3-a prevedea apărarea fără gând de retragere dar și mărirea sectorului inițial de 40 km preluat de la nemți cu încă 5 km la sud și 25 km la nord - malul fluviului Konskaya până la brațul Niprului. Sprijiniți de aviație, sovieticii au început atacurile încă din 24 septembrie, iar a doua zi pe întreg sectorul Corpului de Munte, reușind să ocupe satele Roza Luxemburg și Ulbianovka.

##### Atacul asupra Crimeei. Forțarea istmului Salkovo (17 octombrie - 1 noiembrie 1941)
Prin Ordinul de operații nr. 221 din 11 octombrie gen. Petre Dumitrescu a anunțat încheierea luptelor de distrugere a inamicului încercuit la nord de Marea Azov, precum și atacul Armatei 11 asupra Crimeei în ziua de 17 octombrie. Corpurile germane 54 si 30 urmau să forțeze intrarea prin istmul Perekop iar Corpul de Munte (Brigada 1, Brigada 8 Cavalerie, Grupul de Cercetare CA, Batalionul 31 Pionieri și Batalionul 101) prin istmurile Salkovo și Genicesk. Corpul de Cavalerie și Brigada 4 urmau să asigure paza coastei Mării de Azov între Mariupol și Berdiansk, iar Brigada 2 la est de Berdiansk. Corpul de Munte trebuia să se pună imediat în mișcare, astfel încât în dimineața de 17 să se găsească la 30 km SV de Melitopol - un marș de peste 100 de km. Avramescu a solicitat o prelungire cu 3 zile pentru refacere. El a evocat cele 10 zile și 10 nopți de lupte din regiunea Bielosjorka după care s-a trecut la urmărirea inamicului fără răgazul cuvenit trupelor atât de obosite. (...) Fără această odihnă trupa nu va fi capabilă să mai întreprindă vreo acțiune de luptă. În sufletul ostașilor este indignarea de a fi tratați fără nici o milă și pentru viața de câine care o duc de o lună de zile.
Apărarea istmurilor Perekop, Salkovo și Genicesk era asigurată de cca. 11 divizii sovietice din Armata 51 (gen. F. I. Kuznețov) și părți din trupele retrase de la Odessa din care cinci divizii erau dispuse în prima linie de apărare pe o adâncime de 30 km. Pe terenul îngust - lățimea maximă a istmurilor Salkovo și Genicesk nu depășea 3 km, iar a istmului Perekop 6 km, sovieticii construiseră un puternic sistem de cazemate, șanțuri anticar protejate de șine de cale ferată înfipte în beton din metru în metru, rețele de sârmă ghimpată, cisterne îngropate cu lichid inflamabil și numeroase câmpuri de mine. 
Generalul Avramescu a fost decorat pe 17 octombrie 1941 cu Ordinul „Mihai Viteazul” cl. III-a „pentru priceperea deosebită, curajul, hotărîrea și inițiativa cu care a condus operațiunile de recucerire a Bucovinei, a județului Hotin, forțarea liniei fortificată a Nistrului și urmărirea inamicului în Ucraina până la Bug. Fiind permanent în apropierea executanților a fost tot timpul exemplu de curaj, sânge rece și voință neșovăelnică”. Pentru realizările sale din această perioadă i s-a conferit, de asemenea, ordinul german Crucea de Fier clasele a II-a și I (29 iulie 1941).
A susținut înaintarea Armatei a 11-a germană, asigurându-i securitatea flancului stâng, și a participat la luptele din Crimeea și la cele pentru cucerirea Sevastopolului.

##### Cucerirea Sevastopolului (Operațiunea Störfang, 2 iunie - 4 iulie 1942)

Cucerirea Sevastopolului (2 iunie - 4 iulie 1942)

Sevastopol, 2 iulie 1942. Defilarea trupelor Div. 4 VM în piața portului.

Formarea dispozitivului de atac, sub comanda gen. Erich von Manstein, a început în 16 mai 1942. Corpul 54 german (gen. Hansen) cu diviziile 132, 22, 50 și 24 forma aripa dreaptă și urma să atace Sevastopolul dinspre Nord, iar la sud, Corpul 30 german (gen. Fretter Pico) cu diviziile 28, 72 și 170 trebuia să atace Balaklava. La 1 iulie gen. Avramescu a sosit pe front, iar a doua zi s-a început pregătirea de artilerie și aviație. Avramescu a insistat ca unitățile românești să nu fie dispersate la cele două corpuri germane ci să acționeze grupat într-un sector distinct. Astfel, din dimineața zilei de 6 iulie Div. 18 Inf. (gen. Radu Băldescu), Div. 1 VM (gen. Vasiliu-Rășcanu), Divizioanele 52, 54 și 57 și Reg. 7 Artilerie Grea au fost reintegrate în Corpul de Munte, căruia i s-a încredințat un front de 15 km în centru, având misiunea de a atinge valea râului Ciornaia și înâlțimea Fediukin. La 14 iunie a fost adusă de la Yalta și Div. 4 VM (gen. Gh. Manoliu) pentru a înlocui Div. 24 germană. Gen. Manstein aprecia că zona centrală (sectorul "românesc") nu era favorabilă acțiunilor ofensive deoarece artileria și aviația nu puteau fi folosite eficient în zonele împădurite și aceasta ar fi dus la pierderi extrem de mari în rândul trupelor noastre.
Forțele sovietice grupate în Armata de Coastă (gen. Ivan Efimovici Petrov) erau dispuse în patru sectoare și cuprindeau: diviziile 25, 95, 109, 172, 345, 386 și 388 infanterie, brigăzile 138, 142 infanterie, brigăzile 7,8 și 79 infanterie marină, totalizând aproximativ 150.000 oameni. Avramescu a spus:Câmpul de luptă al Sevastopolului nu prezintă o serie de linii sau poziții întărite, ci este o regiune întreagă masiv fortificată, în care rezistențele cazematate se prezintă atacatorului la fiecare pas și pe toata adâncimea.
În dimineața zilei de 1 iulie 1942, trupele Div. 4 VM au ocupat culmea Malahov, unde era ridicat monumentul eroilor francezi căzuți în Războiul Crimeei. Ajuns lângă monument, gen. Manoliu a spus: Aici am dorit, aici am ajuns, parafrazându-l pe gen. francez MacMahon care cucerise culmea în 1855. El a înmânat drapelul tricolor sg. Grigore Ioniță din Bat. 19 VM care l-a așezat pe vârful monumentului, alături de o creangă de brad cu trei ramuri, simbolul vânătorilor de munte. A doua zi, 2 iulie ora 12, lângă monument, înfața trupelor, gen. Manoliu a prezentat raportul gen. Avramescu: D-le general comandant! Trupele Diviziei 4 Vânători de Munte au ocupat Malakov-ul și primele au intrat viteze în Sevastopol. Drapelul tricolor al țării noastre ...  La ora 14 trupele Diviziei 4 au defilat în fața generalilor Avramescu și Manoliu în piața portului Sevastopol.
Pentru faptele de arme din timpul campaniei din Crimeea, generalul Avramescu a fost avansat în 18 iulie 1942 la gradul de general de corp de armată și a fost decorat cu Ordinul „Mihai Viteazul” clasa a II-a (1 septembrie 1942), Ordinul „Coroana României” în grad de Mare Ofițer (29 iulie 1942) și Crucea Germană de Aur (25 octombrie 1942). În perioada următoare, generalul Avramescu nu a participat direct la lupte, rămânând încartiruit în Crimeea.

##### Cantina de la Simferopol

Cantina Românească din Simferopol hrănea zilnic până la 2.000 de copii, femei și bătrâni sovietici (sept. 1942 - aprilie 1944).

Simferopol, septembrie 1942. În memoriile sale, Gheorghe Berdan, pe atunci lt-col. și șeful de stat major al Corpului de Munte, amintește cum a fost chemat de Avramescu care i-a spus: Uite, s-au adunat aici pe biroul meu aproape trei sute de petiții ale polpulației civile, care cer să care cer să fie înscriși la bucătăria cartierului, unde mănâncă zilnic 35-40 de copii sovietici, ajutați de noi, din ceea ce se oprește la cazanul trupei. Berdan adaugă de alftel, așa mâncau la bucătăria tuturor companiilor, escadroanelor și bateriilor trupelor române, câte 25-30 de copii, hrăniți de la început de bucătari și plutonierii majori, lucru aprobat de comandanții respectivi (...). Pentru hrănirea populației sovietice a fost înființată o cantină care a fost aprovizionată cu alimente cumpărate din banii ofițerilor Corpului de Munte, adică 12.000 de mărci strânși de cpt. Vițelaru, precum și mai multe vagoane cu grâu neînregistrate, descoperite de Berdan. Trebuie menționat că armata română nu avea permisiunea de a face rechiziții, fiind aprovizionată de germani. Vițelaru a fost trimis la Odessa de unde a achiziționat alimentele. Conducerea cantinei a fost încredințată doamnei Livia Roată.
Și așa s-a ajuns la înființarea acestei cantine, denumită Cantina Românească, unică pe front, căci alta n-a mai fost, care a început să hrănească 350 în prima lună, ajungând repede la efectivul de 2000 (două mii) copii, femei, bătrâni, invalizi și mari mutilați sovietici (...) care timp de un an și jumătate au luat masa zilnic la cantina Corpului Vânătorilor de Munte. Cei sănătoși și copii mari își primeau hrana în cratițe, gamele sau ulcele și plecau acasă (...) iar copii mai mici, suferinzii, bătrânii și invalizii măncau la mesele de la cantină unde erau serviți de femei sovietice anume angajate. Cu două ore înainte de a se servi masa, copii sovietici învățau carte cu învățători sovietici. Menținerea ordinei era asigurată de un delegat al primăriei Simferopol cu numele Efimov Zaharia, care știa rusește și românește. (...) După două luni s-a cerut și aprobarea Ministerului de Război din București care a admis inițiativa gen. Avramescu cu înființarea cantinei precum și măcinarea unui vagon de grâu pe lună. Populația civilă simpatiza pe români iar pe generalul Avramescu, copiii îl primeau la sosire, când avea timpsă se ducă, și-l petreceau la plecare cu urale, ridicați în picioare: Să trăiască gospodin general Avramescu!
Radio Moscova a mulțumit de mai multe ori gen. Avramescu pentru felul cum a tratat populația sovietică. O notă a SSI din 28 septembrie 1943 preciza: Repetarea la Radio Moscova în emisiunea românească a mulțumirilor către generalul Avramescu, pentru felul cum a tratat populația sovietică, a provocat vii comentarii în cercurile democrate. Dl. Iuliu Maniu personal afirmă că «generalul Avramescu se desenează cel puțin ca omul tratativelor cu rușii».
Pe 12 octombrie 1943 Avramescu este evacuat de urgență din Crimeea, la Spitalul Militar Regina Elisabeta din București. Cel care i-a salvat viața a fost sublocotenentul dr. Șerban Milcoveanu. Acesta și-a susținut diagnosticul de apendicită acută în fața superiorilor săi col. dr. Corneliu Stoian, comandantul Spitalului 7 Campanie din Simferopol, a col. dr. Marian, șeful serviciului sanitar al Corpului de Munte. Un avion de transport Heinkel i-a transportat la Nikolaev unde au aflat că spitalul și garnizoana fuseseră evacuate la Tiraspol. Cum diferența de zbor între Tiraspol și București era de doar 25 de minute, Milcoveanu alege Bucureștiul. Avramescu a fost așteptat de mai mulți medici și asisteți, în frunte cu g-ral dr. Mihail Capitanovici, care l-au consultat imediat, confirmând diagnosticul lui Milcoveanu: apendicită acută cu perforație și peritonită. A fost operat imediat de col. dr. Ion Gilorteanu care și-a făcut cruce, în sens că nu există nici o speranță și că bolnavul este condamnat. Seara, imediat după operație Avramescu a fost vizitat chiar de mareșalul Ion Antonescu.
După convalescență, Avramescu a revenit pe frontul de est în Transnistria, la comanda Corpului 3 (Diviziile 5, 14 și 21 infanterie) la 18 ianuarie 1944. Corpul 3 se găsea în Transnistria având punctul de comandă la Tiraspol. Diviziile 14 și 21 apărau litoralul Mării Negre între limanul Nistrului și estuarul Bugului. La 22 februarie 1944 Avramescu a predat comanda Corpului 3 gen. Emanoil Leoveanu și a preluat comanda Corpului 6.

#### Frontul din Moldova. Comandant al Corpului 6 Armată (mai - iulie 1944)
Comandamentul Corpului 6 Armată a început deplasarea către frontul din Moldova la 25 aprilie 1944, din garnizoana de reședință Sibiu. La 28 aprilie a debarcat în gara Buhăești iar la 30 aprilie 1944 s-a instalat la Negrești (jud. Vaslui). Șeful Statului Major al Corpului era col. Jugănaru iar comandantul artileriei gen. Popescu Ioan. Marile unități ale Corpului 6 fost dispuse pe poziția fortificată Traian - înălțimile de la sud și sud-vest de Iași, mai exact în sectorul Dealul Păun - Vest Voinești, având la Est - Armata 8-a germană, la vest - Corpul 5 iar în față Corpul 4 german. În capul de pod Nord Iași era atacată puternic Divizia 18 Munte care suferise pierderi grele.

La 2 mai 1944 Avramescu inspectează sectorul Diviziei 7 Inf. între Curături (15 km S Iași) și cota 356 ( 2km SV Mogoșești) și asistă la o tragere demonstrativă cu noile arme anticar (antitanc) Faustpatronne și Ofenrohr în Valea Satului (23 km S Iași). După demonstrație Avramescu a ținut o cuvântare:
Camarazi, acum 27 de ani, tot în acest sat, eram comandantul unui batalion român în refacere. Chiar pe acest loc se înființase și atunci un centru de instrucție pentru aruncarea grenadelor primite din Franța. Acolo pe deal era cantonat batalionul, iar dincolo de șosea, pe tăpșanul verde era poligonul de aruncare a grenadelor. Țara noastră și Armata erau atunci într-o situație mult mai grea decât cea de azi. Au fost zile grele, dar tineretul de atunci avea sufletul plin de avânt și a învățat cu tragere de inimă folosirea grenadelor. Cu ele la îndemână s-au luptat apoi în vară la Mărășești, așa cum știți voi că s-au luptat. Mai erau asemenea centre și în alte părți. Centrul de aici era al Diviziei 15 Inf., iar la Negrești era alt centru, al Div. 10 Inf. Este o coincidență plină de înțeles că pe același loc ca acum 27 de ani, vă găsiți voi, copiii luptătorilor de atunci, ca să învățați ca și ei folosirea unor arme noi, pe care le vedeți cât sunt de bune. Cu ele trebuie să dăm afară pe dușman. Ne găsim aici ca să ne apărăm țara și de aici nu vom pleca până nu învingem. Armele acestea noi ne vor ajuta să distrugem carele de luptă ale inamicului, căci de infanterie nu ne pasă! Ați înțeles camarazi? Tot așa ca părinții voștri, trebuie și voi să învățați cu tot sufletul cum trebuie să umblați cu armele acestea noi, ca să știți să vă bateți cu ele, așa cum s-au bătut ei. Dumnezeu este cu noi și trebuie să ne ajute în lupta noastră, căci noi suntem stăpânii acestui pământ de peste 2000 de ani!
În cursul lunii mai, unitățile germane de tancuri au solicitat părăsirea poziției fortificate Traian și mutarea liniei frontului 25–30 km la nord, motivând că manevrabilitatea tancurilor este împiedicată de fortificații. „Cu toată obiecțiunile comandanților de pe front, cererea a fost satisfăcută și mișcarea a fost executată, spre marele dezavantaj al românilor, căci se părăsea o linie bine organizată pe Dealul Mare, ce prezenta spre inamic coaste râpoase până la 15 m înălțime, cu creste mascate de păduri, cu adăposturi de pământ pentru oameni, tuneluri pentru mitraliere etc. și se ocupa în schimb, dincolo de calea ferată Pașcani - Tg. Frumos, o poziție nefortificată, în câmpie, pe un glacis cu panta spre sud, a cărui creastă era ocupată de inamic.”
Pe noua linie numită „Dacia”, unitățile Corpului 6 (Div. 18 Munte, Div. 5 Inf, Div. 76 germană) au ocupat sectorul de la nord de râul Bahlui la începutul lunii iunie 1944. Atunci au început și lucrările la sapă pentru realizarea tranșeelor. O hartă din 20 iunie 1944 arată că între linia Dacia și înălțimile Dealul Mare se găseau trei divizii germane de tancuri între Tg. Frumos și Iași (SS Totenkopf, 24 Panzer și Grossdeutschland) și încă două (23 Panzer și 14 Panzer) la sud de Iași - Ungheni.

#### Frontul din Moldova. Comandant al Armatei a IV-a (iulie - august 1944)

Diviziile germane pe frontul din Moldova la 20 iunie 1944, Tg. Frumos - Iași. Până la 20 august, toate cele cinci divizii blindate (SS, 24, GD, 23 și 14) au fost trimise pe frontul din Polonia.

La 1 iulie 1944 Avramescu l-a înlocuit la comanda Armatei a 4-a pe generalul Ioan Mihail Racoviță, plecat în concediu, numirea făcându-se la 1 august. Comandamentul Armatei a 4-a se găsea la Bacău. Pe 6 august, Avramescu raportează plecarea ultimei divizii germane de tancuri: „Raportăm că Divizia 14-a blindată germană a primit ordin de plecare pe frontul central. Și de această dată luarea diviziei s-a făcut fără un aviz prealabil, care ar fi dat Comandamentului putința de a aviza măsurile de luat. Aceasta este ultima unitate blindată germană din frontul Armatei a 4-a, care rămâne astfel complet lipsit de rezervă de blindate la est de Siret, pe rocada Tg. Frumos - Iași. Frontul de la Nord de această rocadă și-a avut rațiunea și puterea în reacțiunea mobilă a blindatelor care însumau inițial între Siret și Prut cinci divizii blindate germane.”
Mutarea diviziilor de tancuri germane către frontul din Polonia a fost observată de sovietici care au adus pe frontul din Moldova și mai multe corpuri blindate. Survolând atât frontul polonez cât și pe cel românesc, aviația de recunoaștere a Armatei a 4-a raportează la 10 august prezența sigură a 600 de tancuri pe frontul dintre Prut și munți, dar și posibilitatea aducerii a încă 2.000 din rezerva Frontului 2 Ucrainean și din Armatele 2 și 6 blindate sovietice.
În fața iminentei ofensive sovietice, în dimineața zilei de 17 august, Avramescu îi transmite gen. Șteflea, care pleca la București: „Eu am aceeași credință că dacă nu se trece energic la poziția Traian care dă posibilitatea să se creeze rezerve și să se micșoreze fronturile actuale care trec de 15 km, vom avea un dezastru față de metodele și forța de atac a rușilor. În zadar se spune adevărul, n-are cine să-l înțeleagă.” Același lucru - retragerea pe alt aliniament înaintea ofensivei sovietice - a fost susținut și de gen. Friessner, chiar în fața lui Hitler, fără niciun succes. În memoriile sale el spune: acum, când acestea [diviziile de blindate] nu se mai aflau aici, prima linie era greșit amplasată.
Una din explicații ar fi că gen. Guderian (comandantul întregului front de est) optase pentru o retragere pe lanțul Carpaților - Focșani - Galați - Dunăre, cu evacuarea Basarabiei și a Moldovei. Antonescu a fost nevoit să accepte acest plan prezentat la ultima întâlnire cu Hitler de la Rastenburg (4-6 august 1944). Titus Gârbea, șeful misiunii militare române la OKW și OKH, arată că problema retragerii a rămas suspendată în sensul că retragerea se va face la ordinul lui Hitler, fără să se precizeze dacă va avea loc înainte sau imediat după ofensiva sovietică.

#### Scoaterea Armatei a 4-a de sub comanda germană (22-23 august 1944)
În dimineața zilei de 20 august 1944 a început ofensiva sovietică, Operațiunea Iași-Chișinău. La amiază, când Antonescu a ajuns la comandamentul Armatei a 4-a de la Bacău, sovieticii reușiseră deja ruperea frontului. 

Dispozitivul Armatei a 4-a care trebuia realizat la 24 august 1944: Frontul Fortificat FNB (Focșani - Nămoloasa - Brăila).

În seara zilei de 22 august Avramescu transmite către Marele Stat Major: „Am onoare a vă ruga să interveniți la domnul mareșal pentru a fi desărcinat de la comanda Armatei a 4-a. (...) Azi domnul mareșal a dictat ordinul de retragere al Armatei a 4-a. (...) Mă găsesc la ora 20:40 și până la această oră nu s-a putut convinge Comandamentul german să se execute ordinul Domnului Mareșal. Mâine Armata 4-a, pusă cu grosul pe Siret, fără nicio posibilitate de a lupta, va fi decimată fără posibilitate de a fi salvată. Nu pot asista și acoperi acest dezastru al armatei.”  Antonescu a aprobat demisia a doua zi 23 august 1944, numindu-l pe generalul Ilie Șteflea, la comanda Armatei a 4-a. 
Tot pe 23 august (ora 18!) Avramescu a semnat ordinul 305187 al Armatei a 4-a către Comandantul Frontului Fortificat FNB, gen. Tătăranu, prin care a încredințat acestuia misiunea de a controla regruparea unităților la sud de linia Focșani, Nămoloasa, Galați, indicând zonele în care urma să se facă regruparea pentru fiecare corp de armată, precum și locațiile punctelor de comandă: C.IV.A (Măicănești), C.V.A (Plăinești Tg.), C.VI.A (Râmnicu Sărat), C.I.A. (Joița).
De la Bacău, Avramescu s-a retras împreună cu comandamentul armatei până la Rm. Sărat (25 august) de unde, prin întorsura Buzăului, s-a îndreptat către Sibiu.

### Frontul de vest. Comandant al Armatei a 4-a (29 august 1944 - 11 ianuarie 1945 și 18 februarie - 2 martie 1945)

#### Eliberarea Ardealului (1 septembrie - 25 octombrie 1944)
Gheorghe Avramescu a fost numit din nou la comanda Armatei a 4-a pe 29 august, în timp ce se găsea la Sibiu. Comanda provizorie a fost exercitată de gen. Tătăranu, până la sosirea lui Avramescu la Târgoviște, în seara zilei de 31 august. Pe 30 august, gen. Gh. Mihail, șeful Marelui Stat Major, a emis Directiva operativă nr. 51 adresată direct comandanților Armatei 1 (Macici) și Armatei 4-a (Avramescu). Directiva stabilea ca Armata 4-a să acționeze la est de linia Sibiu - Alba Iulia - Cluj - Zalău - Secuieni. Imediat cum a ajuns la Târgoviște, Avramescu a anunțat începutul campaniei contra Ungariei: „La începutul primului minut al lunei septembrie se deschide pentru Armata 4 campania contra Ungariei pentru dezrobirea Ardealului cotropit în anul 1940 (...)” De la Târgoviște, trecerea Carpaților s-a făcut pe traseul Dragomirești, Bran, Zărnești, Șercaia, Făgăraș, apoi Sibiu unde comandamentul Armatei a 4-a a ajuns pe 3 septembrie.
Pe 5 septembrie ora zero, Armata 4-a a luat comanda sectorului cuprins între Întorsura Buzăului și linia Cluj, Alba Iulia, Sebeș Sibiu. Peste câteva ore, pe tot frontul, a început ofensiva germano-maghiară. A doua zi, Avramescu a ordonat Corpului 6 să contraatace trupele inamice care au înaintat la sud de Mureș până la Cipău, pentru a le tăia retragerea și a le distruge. În noaptea de 6/7 se consolidează linia de apărare pe malul sudic al Târnavei Mici: Crăești, Adămuș, Boziaș, Seuca, Gănești, Deaj, Bernadia, Bahnia, Pădurea Mare. Nu admit nicio repliere de pe linia ordonată (...) Toți comandanții de toate gradele se vor găsi în mijlocul trupelor lor și vor da exemplu de luptă până la sacrificiu. (...). Întăririle sunt în drum. Aviația va interveni și pînă în două zile vom schimba întreaga situație în favoarea noastră spunea Avramescu în dimineața zilei de 7 septembrie.

Armata a 4-a a contracarat planurile Comandamentului German de a pune stăpânire pe vârfurile Carpaților Meridionali și a înaintat către Transilvania, executând ample operațiuni ofensive care au culminat cu eliberarea întregului teritoriu ocupat de Ungaria Horthystă prin Dictatul de la Viena din 1940. Pe 25 octombrie 1944 militarii români ai Armatei a 4-a au eliberat Careiul, ultima localitate românească aflată sub ocupație maghiară. În ordinul de zi trimis trupelor generalul Avramescu omagia vitejia militarilor români:
„La chemarea țării pentru dezrobirea Ardealului răpit prin dictatul de la Viena ați răspuns cu însuflețire și credință în izbânda dreptății neamului românesc. Tineri și bătrâni ați pornit spre hotarele sfinte ale patriei și cu pieptul vostru ați făcut zăgaz de neînfrânt dușmanului care voia să ajungă la Carpați. (...) Azi, când avangărzile trec pe pământ străin, pentru desăvârșirea înfrângerii definitive a dușmanului, gândul meu se îndreaptă către voi cu dragoste și admirație pentru faptele voastre de arme. Peste veacuri veți fi slăviți, voi ofițeri și ostași care ați eliberat Ardealul. (...) Încrezători în destinul neamului și luând pildă de la cei ce au pus patria mai presus decât viața, continuăm lupta strâns uniți în jurul steagului și tronului”.
Ca o recunoaștere a meritelor sale, generalul Avramescu a fost decorat cu Ordinul Militar „Mihai Viteazul” cu spade, clasa III-a, prin Decretul regal nr. 2.254 din 22 noiembrie 1944: 
„Pentru modul cum s'a distins în grelele lupte, dar încununate de succes, dela 5 Septemvrie-12 Octomvrie 1944, pentru eliberarea Ardealului de Nord, culminând la 11 Octomvrie, prin eliberarea orașului Cluj. Continuu în teren, în mijlocul trupelor, îmbărbătându-le, a dat dovadă de mare curaj personal și de o fermitate de caracter demn de toată lauda”.
Trupele comandate de generalul Avramescu au continuat luptele cu inamicii germani și maghiari, ajungând pe 1 noiembrie 1944 la râul Tisa, traversând cursul de apă către nord-vest și învingând apoi rezistența inamicului de pe valea Hernádului și din masivul Hegyálja pentru a ajunge la 17 decembrie 1944 la granița dintre Ungaria și Cehoslovacia. Armata a 4-a a trecut pe teritoriul Cehoslovaciei, unde, la începutul anului 1945, pe o vreme geroasă, a purtat lupte grele pe un teren muntos.
În cadrul colaborării cu Armata Roșie, Armata Română a avut numeroase probleme. Generalul Avramescu a protestat de mai multe ori față de proasta aprovizionare a trupelor din subordinea sa și de încredințarea unor misiuni de luptă peste posibilitățile lor. În ceea ce privește aprovizionarea, mareșalul Rodion Malinovski i-a răspuns că proasta aprovizionare se datorează „sabotajului ofițerilor din vechiul regim”. De asemenea, generalul Avramescu s-a opus cu fermitate ordinelor comandamentului sovietic de a ataca în septembrie - octombrie 1944, la insistențele generalului Serghei Trofimenko, o puternică poziție germană pe pantele dealului Sângeorgiu; atacul frontal al diviziilor române s-a soldat cu mari pierderi omenești.
În această perioadă a apărut un raport cu privire la o pretinsă tentativă de dezertare a generalului Avramescu, poate pentru că ginerele său dezertase deja la germani. Conform memoriilor lui Gheorghe Mihail, generalul Constantin Sănătescu, șeful Marelui Stat Major, l-a chemat pe Avramescu pentru a-i arăta un denunț prin care se afirma că generalul Avramescu ar fi luat legătura cu trupele germane din fața sa. Dat fiind faptul că generalul Avramescu mai avea doar o lună până la atingerea vârstei de pensionare și urma să fie trecut din oficiu în rezervă pentru limită de vârstă la data de 8 februarie 1945, potrivit deciziei ministeriale nr. 1.659 din 22 septembrie 1944, generalul Sănătescu i-a acordat la 11 ianuarie 1945 un concediu de 25 de zile. Gheorghe Avramescu a fost înaintat la gradul de general de armată în rezervă pe 9 februarie 1945, prin decretul nr. 221 din 31 ianuarie 1945.
Comandantul Frontului 2 Ucrainean, mareșalul Malinovski, a cerut însă reîntoarcerea generalului Avramescu la comanda trupelor române, pretextând că Armata a 4-a a pierdut 50% din capacitatea operativă după plecarea comandantului ei, lucru discutabil dată fiind competența noului comandant, generalul de corp de armată Nicolae Dăscălescu. Astfel, generalul Avramescu a fost rechemat în activitate începând cu data de 9 februarie 1945 până la demobilizarea armatei, prin decretul nr. 403 din 14 februarie 1945. Revenit la comandă la 19 februarie 1945, generalul Avramescu a condus cu succes luptele din prima fază a Operațiunii Zvolen – Banská Bystrica din Slovacia.

### Arestarea și dispariția generalului Avramescu
Sub titlul Guvern Barbu Știrbey sau g-ral Avramescu? ziarul Fapta din 26 februarie anunța posibilitatea ca un nou guvern sa fie format sub președinția d-lui general de armată Avramescu. El ar fi fost propus de Frontul Național Democrat. Informația a fost raportată imediat la Moscova lui V. Molotov, A. Vâșinski, V. Dekanozov și V. Zorin de contra-amiralul V.L. Bogdenko, oficial sovietic aflat în misiune la București: Ziarele de astăzi din București desemnează în calitate de posibili succesori ai lui Rădescu în postul de premier pe prințul Știrbey, generalul Avramescu și pe președintele Comisiei române de îndeplinire a condițiilor de armistițiu, Rădulescu.
Pe 2 martie 1945, în jurul orei 13, Avramescu a fost chemat la comandamentul Armatei a 40-a sovietice condusă de generalul Filip Jmacenko. La București, cu o seară în urmă, în fața insistențelor lui Vâșinski de a-i încredința mandatul formării noului guvern lui Petru Groza, Regele Mihai promisese să dea răspuns dimineața, la 2 martie. Chemarea lui Avramescu are loc deci imediat după expirarea acestui termen. Abia după arestarea lui Avramescu, după o amânare de 24 ore, la 2 martie ora 19:00 regele i-a acordat vicepremierului Petru Groza mandatul Legătura dintre arestare și evenimentele de la București este confirmată de o notă din 6 martie adresată de Stewart Menzies (Chief of Secret Service, MI6) către premierul W. Churchill în care se arată că numirea lui Avramescu ca premier a fost retrasă.

Fragment din nota adresată de Stewart Menzies (Chief of Secret Service, MI6) către premierul W. Churchill pe 6 martie 1945, referitor la Avramescu.

Comandamentul sovietic se găsea în localitatea Divin, Slovacia. Avramescu a ajuns în jurul orei 17:45, împreună cu doi ofițeri, col. Dionisie Bădărău, fost șef al Centrului de informații H de pe frontul de est și mr. Miclescu, care avea toată documentația. Imediat ce au intrat în clădire au fost arestați toți însoțitorii rămași afară: jandarmul Țolu Achim, șoferii Blaga și Florea și încă un soldat. În clădire erau deja arestați generalul Nicolae Dragomir și translatorul Serghei Glavce, care sosiseră înaintea lui Avramescu. La etaj, Bădărău și Miclescu au fost dirijați într-o anticameră așa că Avramescu a intrat singur la gen. Jmacenko. Cel mai probabil aici i s-a comunicat că este chemat de urgență la București pentru a fi numit ministru de război. Având în vedere propunerile din presă și înțelegerea sa cu regele Mihai, Avramescu nu a considerat această chemare ca fiind neobișnuită. Mai mult, la îndemnul ofițerului sovietic, a scris un bilet soției, spunându-i să plece a doua zi la București, cu familia, ca să asiste la ceremonie. Adela Avramescu i-a arătat acest bilet maiorului Negoescu a doua zi: 
„Draga mea, întrucât eu și Dragomir ne continuăm drumul spre București, unde vom primi posturi politice (eu Ministru de Război iar Dragomir Șef al Marelui Stat Major) tu, împreună cu toți ai noștri, veniți imediat la București. Mă găsiți la Căminul ofițerilor din Str. Cobălcescu și am nevoie de ținută cu fireturi pentru depunerea jurământului. Cu drag, Ghiță. P.S. Pentru ca să nu vă rătăciți prin Cehoslovacia și Ungaria, luați cu voi un ofițer de la comandament.” 
De la Divin, Avramescu, Dragomir, Glavce și Doroftei (șeful pazei, arestat și el între timp) au fost duși la alt comandament sovietic, în orașul Lučenec, fiecare în altă mașină. În Lučenec au stat câteva ore după care seara târziu s-a plecat spre Jaskiser, o mică comună la est de Budapesta unde funcționa secția SMERȘ a Frontului 2 Ucrainean. Avramescu stătea în prima mașină, un Buick, pe bancheta din spate, flancat de doi ofițeri sovietici iar în față, lângă șofer, se afla un general NKVD. În lumina farurilor, prin luneta mașinii, gen. Dragomir a putut vedea bereta de vânător de munte pe care o purta Avramescu. Când au ajuns la Jaskiser, Dragomir spune că sovieticii i-au arătat o gaură de glonț deasupra parbrizului și că l-a văzut pe Avramescu pe bancheta din spate, singur, cu bereta pe cap și că se aștepta ca și acesta să coboare. În această clădire, în prezent sediul primăriei din Jaskiser, Dragomir și Doroftei au stat aproximativ o săptămână, închiși în două camere alăturate de la etaj. Doroftei susține că, în primele zile auzea pașii lui Avramescu care tușea când trecea dimineața pe culoar.
Bădărău și Miclescu au fost aduși seara la Tisovec, unde era comandamentul Armatei a 4-a, de către gen. sovietic Serstiuc, care a anunțat că generalii Avramescu și Dragomir au fost chemați de mareșalul Rodion Malinovski ca să-i felicite, iar de acolo urmează să plece în țară unde au fost numiți în posturi importante. Tot gen. Serstiuc a anunțat că noul comandant al Armatei a 4-a române va fi generalul Nicolae Dăscălescu, iar noul șef de stat major gen. Spirea.
A doua zi, 3 martie 1945, în Lucenec, a fost arestat întreg convoiul care plecase spre țară, peste douăzeci de persoane, între care: soția generalului Adela Avramescu, fiica lui Felicia Sturdza și copilul ei Paltin de 11 luni, Mariana Basarabescu 6 ani, doica Maria Mocanu, Tatiana Glavce (soția translatorului), maiorul Grigore Negoescu, medicul slt. Alexandru Țățulescu, personal din Compania de Poliție și toți șoferii.
Adela Avramescu, Felicia Sturdza, cei doi copii Mariana și Paltin, doica, doctorul Țățulescu au fost trimiși în aceeași noapte tot la Jaskiser unde au ajuns în dimineața zilei de 4 martie. Au fost ținuți sub pază într-o casă. În noaptea de 5/6 martie pe la orele 1-2, Adela și Felicia au fost invitate la o discuție cu un general sovietic. În dimineața zilei de 6 martie, la ora 7, Felicia s-a sinucis într-una din camerele secției de anchetă, conform unui certificat medical descoperit de Paltin Sturdza 56 de ani mai târziu.
Pe 21 martie, cu un avion Liberty care a decolat de pe aeroportul Szolnok, au fost trimiși la Moscova: Adela Avramescu, gen. Dragomir, Alexandru Doroftei, translatorul Serghei Glavce, medicul Țățulescu și Pop Ioan. În avion Alexandru Țățulescu purta mantaua cu revere roșii și cizmele generalului Avramescu. Dragomir și Doroftei purtau uniformele lor românești cu gradele militare.
Deși cu siguranță înțelesese ce s-a întâmplat - comandantul armatei și peste douăzeci de oameni dispăruseră pur și simplu de zece zile - Gen. Dăscălescu, spre cinstea lui, a trimis telegrafic un raport complet către Marele Stat Major pe 12 martie 1945, în care menționează toate persoanele dispărute în zilele de 2 și 3 martie. Din motive necunoscute, raportul a fost înregistrat abia pe 6 iunie 1945.

#### Epilog
Cei trimiși la Moscova, după perioada de anchetă, au primit diverse condamnări fiind trimiși în diferite lagăre de muncă. Adela fost trimisă într-o localitate din  Kazahstan de unde s-a întors în ianuarie 1956, odată toți ceilalți. Singurul care a rămas în URSS a fost medicul Alexandru Țățulescu. Copii, doica și Tatiana Glavce au fost reținuți într-o casă de lângă Budapesta de unde au revenit în țară la sfârșitul lunii martie 1945.

În vara anului 1963, ca răspuns la o solicitare a Ministerului de Justiție din același an, Crucea Roșie din URSS a trimis o adresă în care se specifica: 
„Din câte ne este cunoscut, Avramescu Gheorghe, născut în anul 1884 a decedat la 3 martie 1945 în apropiere de orașul Iasbereni în timpul unui bombardament al aviației germane. Sus-numitul a fost înmormântat în cimitirul din Soshalom, un cartier al orașului Budapesta. Fiica lui Avramescu - Sturdza Felicia, născută în 1918, s-a sinucis la 6 martie 1945. Date despre locul unde este înmormântată sus-numita nu avem. (...) În același timp vă rugăm să informați despre aceasta soția generalului Avramescu - Avramescu Adela, care locuiește în București, pe str. Paleologu nr. 22, raionul „Tudor Vladimirescu” și să-i înmânați fotografia unde este înmormântat soțul ei.”
În fotografie este marcat un mormânt fără nicio cruce, piatră funerară sau alt însemn, ridicătura din pământ sugerând că fotografia a fost făcută imediat după înmormântare. Locul putea fi identificat după o piatră funerară din vecinătate. 
La scurt timp, în septembrie 1963, Adela Avramescu a primit dreptul la pensia de urmaș, ca văduvă a generalului Gh. Avramescu. Cel care a sprijinit acest demers a fost Emil Bodnăraș, căruia Adela Avramescu îi trimisese un memoriu bine documentat despre activitatea soțului său în decembrie 1962.
Tot atunci a început ancheta Direcției V-a și a Direcției de Contrainformații Militare pentru a elucida dispariția gen. Avramescu care a primit numele de cod ”Pământeanul”. Doi ofițeri, cpt. Florea Gh. și mr. Valase Gh. au condus cercetările, care par oprite brusc în ianuarie 1965.
Pe 23 octombrie 2000 rămășițele pământești ale generalului Gheorghe Avramescu au fost aduse din Ungaria în România și reînhumate, cu onoruri militare, în Cimitirul Militar din Cluj.
Așa cum se arată într-un articol apărut atunci din partea Corpului 4 Armată Teritorial: „Adevărata moarte a generalului nu se cunoaște nici până astăzi. Este foarte puțin probabilă versiunea prezentată de sovietici, mai ales date fiind împrejurările dispariției sale și aversiunile pe care cei pe care-i învinsese în Est le-au avut împotriva sa.”
Regele Mihai, întrebat care au fost generalii în care a avut cea mai mare încredere, a răspuns: „În ce privește încrederea în generalii care reprezentau Armata română la acea vreme pot să spun că erau câțiva în care aveam mare încredere și care au mers până la sacrificiul suprem pentru Țară.” A numit apoi trei generali: Gheorghe Mihail, Gheorghe Avramescu și Aurel Aldea.

## Decorații
- Ordinul „Steaua României” în gradul de Comandor (8 iunie 1940)[68]
- Crucea de Fier cl. II - 29 iulie 1941
- Crucea de Fier cl. I - 29 iulie 1941
- Ordinul Militar „Mihai Viteazul” clasa III-a (17 octombrie 1941) - pentru conducerea operațiunilor de recucerire a Bucovinei, a județului Hotin, forțarea liniei fortificate a Nistrului și urmărirea inamicului în Ucraina până la Bug.[37]
- Ordinul „Mihai Viteazul” cl. II - prin DR 2549/1.09.1942 (general de corp de armată, comandantul Corpului de Munte)
- Ordinul Crucea Germană de Aur (25 octombrie 1942)[8]
- Ordinul Crucea Militară Slovacă „Pentru Vitejie” cls. I[8]
- Ordinul „Mihai Viteazul” cu spade, cl. a III-a (22 noiembrie 1944) - pentru eliberarea Ardealului de Nord, culminând la 11 octombrie prin eliberarea orașului Cluj.[53]
- Ordinul „Coroana României” în grad de Ofițer, cu panglică de Virtute Militară[8]
- Ordinul „Steaua României” cu spade în gradul de Mare Ofițer, cu panglică de Virtute Militară (15 februarie 1945)[69]

## Ziare, Documente

Articolul „De la bravii noștri” din ziarul Acțiunea Română, apărut la Iași în 11 ianuarie 1917.
Ordinul de zi 177 din 14 octombrie 1941 după luptele din nordul Mării de Azov.
Ordinul de zi al comandantului Armatei a 4-a, în original, scris de gen. Gh. Avramescu după eliberarea Ardealului.
Ziarul Cuvântul (Brăila) din 27 octombrie 1944
Pe 8 februarie 1945, înainte de reîntoarcerea pe frontul din Slovacia, gen. Avramescu a fost invitat la dejun de M.S. Regele Mihai.
Prima explicație despre dispariția gen. Gheorghe Avramescu a fost trimisă de sovietici în vara anului 1963, prin Crucea Roșie.
Coperta Revistei de Istorie Militară nr. 3/1995 în care, la rubrica Nume care au rămas în istorie, a apărut articolul Generalul Gheorghe Avramescu de Șerban Pavelescu și Cerasela Moldoveanu
Coperta cărții lui Sergiu Balanovici - Generalul Gheorghe Avramescu, Editura Quadrat, 2016, Botoșani.
- Ordinul 305187 al Armatei IV către comandantul Frontului Fortificat Focșani - Nămoloasa - Brăila semnat de Avramescu pe 23 august 1944 la ora 18.

## Fotografii

Gh. Avramescu, locotenent în Regimentul 38 Neagoe Basarab din Brăila, în timpul Campaniei din Bulgaria, 1913.
Gh. Avramescu (lt-col., al doilea din dreapta), șef de stat major al Diviziei 10 condusă de gen. Ion Macri (în centru) 1923 - 1928.
10 Mai 1932, defilare pe strada Regală din Braila. Col. Avramescu, comandant al Regimentului 38 Infanterie.
Slujbă de pomenire pe frontul de est (1941 sau 1942). De la stânga: preot Marin Dumitrescu (?) gen. Dumitrache, gen. Avramescu (cu beretă).
Crimeea, peninsula Kerci, august 1943. De la stânga: col. Munteanu (cdt. artileriei), gen. Teodorini (cdt. Div. 8 Cv.), gen. Avramescu (cdt. Corp Munte), gen. Dumitrache (cdt. Div. 2 VM), col. Berdan (șef Stat Major Corp Munte).
Eliberarea Ardealului. Comandantul Armatei a 4-a, gen.  Avramescu, salută trupele. În suită, cu pantaloni bufanți, un ofițer sovietic. Octombrie 1944.
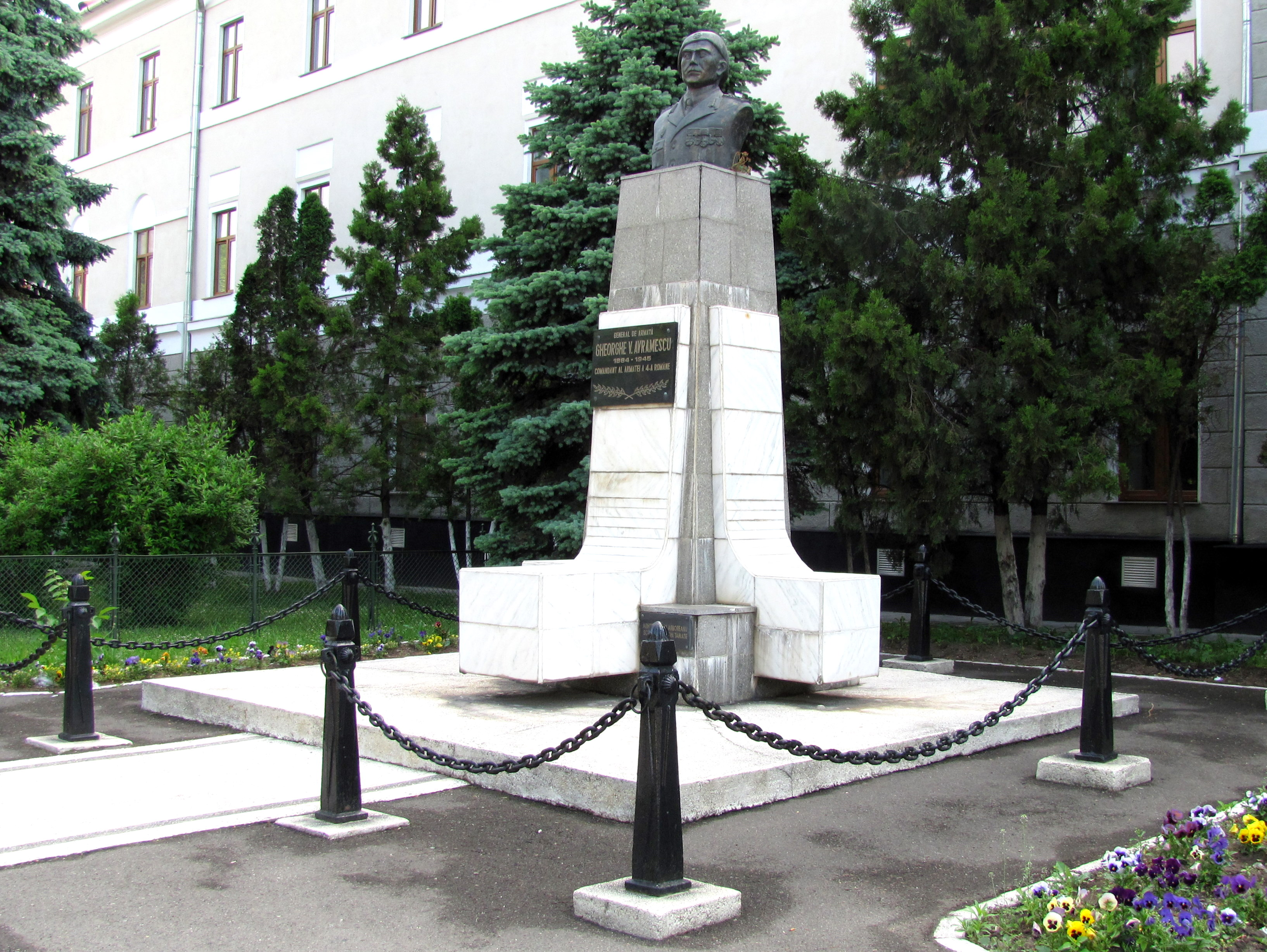
Bustul lui Gheorghe V. Avramescu din Piața Ștefan cel Mare din Cluj-Napoca

## Legături externe
- "Lumea lu Rotundu: Generalul Gheorghe Avramescu" pe YouTube, video realizat de Ioan Rotundu 2017
- A pregătit generalul Avramescu cea mai mare dezertare din istoria Armatei Române?, 5 mai 2012, Manuel Stănescu, Adevărul - articol Histora Arhivat în 8 mai 2012, la Wayback Machine.
- 6 martie 1945: Guvern general Avramescu sau dr. Petru Groza?, Paltin Sturdza, articol Historia
- „Veterani în slujba patriei” - General de armată Gheorghe Avramescu
- Eliberatorul Ardealului, ucis din ordinul lui Stalin Arhivat în 23 februarie 2014, la Wayback Machine., 10 decembrie 2010, Virgil Lazar, România liberă